# ソンツル

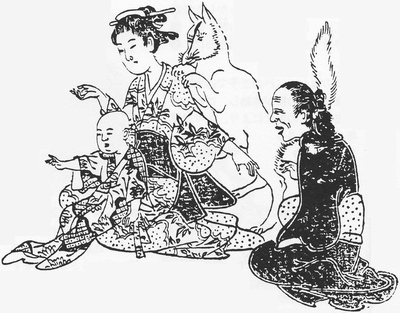
法橋玉山画『玉山画譜』にある狐憑きの画

ソンツルは、鳥取県伯耆地方に伝わる憑きもの筋。

## 概要
鳥取では狐憑きの家筋を「狐ヅル」と呼び、ソンツルの大部分はこの狐ヅルを指す。この家に憑いているキツネは人狐とも呼ばれ、75匹の眷属が家の周りで遊んでいるという。ただしこれらは迷信にすぎず、その正体は雌のイタチだとする指摘もある。
まれに、トウビョウの憑いている家をソンツルと呼ぶこともある。このトウビョウは姿を見せないものの、ヘビまたはミミズのような姿とされ、家の台所で小さな壷の中に蠢いているという。トウビョウは人間の皮膚と肉の間にもぐり込んで害を与えるといわれ、家の者は害を避けるため、月末に粥を与える。憑かれた者に対し「貴様の体はどうしたのか」と尋ねると、憑いているものが「木の陰に置いて来た」「藪の中に置いてある」と答えるという。また、体に斑点が現れる「カタ」という皮膚病の家筋を「ソンツル」と呼ぶこともある。
これらのものが代々憑いているとされるソンツルの家系では、良縁が失われ、近親義絶などの問題に繋がっている。